# Бруно фон Шауенбург
Бруно фон Шауенбург (на немски: Bruno von Schauenburg, Bruno von Holstein, Bruno von Olmütz, Bruno von Schaumburg; на чешки: Bruno ze Schauenburku; * ок. 1205, вер. в замък Шаумбург; † 17 февруари 1281, Кремзир/Кромержиж, Чехия) е епископ на Олмюц в Моравия (1245 – 1281), също съветник и дипломат на бохемския крал Пршемисъл Отакар II, през 1262 – 1269 г. той е маршал и кралски заместник в Щирия.

## Живот
Той принадлежи към род графове на Шауенбург и Холщайн и е третият син на граф Адолф III фон Шауенбург и Холщайн († 1225) и втората му съпруга Аделхайд фон Кверфурт († ок. 1210), дъщеря на Бурхард II фон Кверфурт († 1177/1178) и Матилда фон Глайхен-Тона. Майка му е сестра на Конрад I фон Кверфурт, епископ на Хилдесхайм (1194 – 1202) и на Вюрцбург (1201 – 1202). Брат е на граф Адолф IV († 1261), Конрад († 1237/38), Мехтхилда († ок. 1264), омъжена за Ото I фон Текленбург, и на Маргарета, омъжена за Йохан I фон Аденсен.
Бруно е от 1229 г. пропст в Любек, от 1236 г. домпропст в Хамбург и от 1238 г. домпропст в Магдебург. Понеже при избора на пробст в Магдебург другият кандидат е ранен и Бруно е смятан за отговорен затова, магдебургският архиепископ Вилбранд фон Кефернбург го отлъчва от църквата.
Заради заслугите му в подготовката на първия църковен концил в Лион папа Инокентий IV помилва Бруно и го прави папски каплан. Той помага за заселването на немци в Моравия.
Той умира на 17 февруари 1281 г. и е погребан в църквата Св. Мауриций в Кремзир/Кромержиж, основана от него ок. 1260 г.